# Хёндорф
Хёндорф (нем. Höhndorf) — община в Германии, в земле Шлезвиг-Гольштейн. 
Входит в состав района Плён. Подчиняется управлению Пробстай.  Население составляет 400 человек (на 31 декабря 2010 года). Занимает площадь 5,63 км².